# Вілліс Гарольд О'Браєн
Вілліс Гарольд О'Браєн (англ. Willis Harold O'Brien; 2 березня 1886, Окленд, Каліфорнія — 8 листопада 1962, Лос-Анджелес, Каліфорнія) — американський аніматор та режисер, піонер у галузі анімаційних спецефектів у кінематографі.

## Біографія
О'Браєн народився в Окленді, штат Каліфорнія, в сім'ї ірландського походження. Він був карикатуристом в газеті San Francisco Daily News і професійним скульптором, перш ніж розпочав кінокар'єру. О'Брайан одружився з Хейзел Рут Коллетт в 1925 році. У них було двоє дітей, проте вони розлучилися в 1930 році. 1933 року Хейзел застрелилила своїх двох дітей, і спробувала накласти на себе руки, але пережила суїцид, пізніше вмирає від раку і туберкульозу.
Згодом він одружився з Дарлін Пренетт. О'Браєн помер в Лос-Анджелесі в 1962 році. Його прах зберігається в каплиці Chapel of the Pines в Лос-Анджелесі.

## Кар'єра
О'Браєна найняла Edison Company, щоб зробити кілька короткометражних фільмів на доісторичну тему, в тому числі динозаврів і первісних людей: «Динозавр і відсутня ланка: Доісторична трагедія» 1915 року і «Примари Сонної гори» 1918 року. Для своїх перших короткометражних фільмів О'Браєн створював моделі з глини. Згодом він створив рухливі моделі з металевим каркасом та покриті гумою.
Перша голлівудською роботою О'Браєна був фільм Загублений світ 1925 року. Найвідомішим фільмом О'Браєна є фільм Кінг-Конг 1933 року і його продовження «Син Конга». Вперше в історії кінематографа він використовував техніку накладення ігрових та анімаційних фрагментів, що дозволило йому показати в одному кадрі і живих акторів, і зображуваних ляльками монстрів. Фільм «Могутній Джо Янг» (1949), у якому О'Браєн був технічним автором, отримав премію Американської кіноакадемії за найкращі візуальні ефекти у 1950 році. Нагорода була вручена виробничій компанії «RKO Productions», але О'Браєн також отримав статуетку.
Протеже і наступником О'Браєна був Рей Гаррігаузен, який працював пліч-о-пліч з О'Браєном, допомагаючи більшій частині анімації.
Попри репутацію піонера анімації, в останні роки свого життя О'Браєну було важко знайти роботу. Незадовго до своєї смерті він створив анімовані сцени фільму «Цей шалений, шалений, шалений, шалений світ» (1963).
Фільм «Долина Гвангі», над яким довгі роки працював О'Браєн, закінчив Рей Гаррігаузен через сім років після смерті автора.

## Фільмографія
- «Динозавр і відсутня ланка: Доісторична трагедія» // The Dinosaur and the Missing Link: A Prehistoric Tragedy (1915)
- Народження Фліввера // The Birth of a Flivver (1916)
- Морфей Майк // Morpheus Mike (1916)
- Цікаві домашні тварини наших предків // Curious Pets of Our Ancestors (1917)
- In the Villain's Power (1917)
- Міккі і його коза // Mickey and his Goat (1917)
- Страшний сон Міккі // Mickey's Naughty Nightmares (1917)
- Нічний кошмар Ніппі // Nippy's Nightmare (1917)
- Доісторичні свійські птахи // Prehistoric Poultry (1917)
- Незрозуміла дошка оголошень // The Puzzling Billboard (1917)
- R.F.D. 10,000 B.C. (1917)
- Примари Сонної гори // The Ghost of Slumber Mountain (1918)
- Загублений світ // The Lost World (1925)
- Кінг-Конг / King Kong (RKO, 1933)
- Син Конга // Son of Kong (1933)
- Останній день Помпеїв // The Last Days of Pompeii (1935)
- Танцюючі пірати // Dancing Pirate (1936)
- Тюльпани повинні рости // Tulips Shall Grow (1942)
- Йти своїм шляхом // Going My Way (1944)
- Дзвони Святої Марії // The Bells of St. Mary's (1945)
- Чудесні дзвони // The Miracle of the Bells (1948)
- Могутній Джо Янг // Mighty Joe Young (RKO, 1949)
- This Is Cinerama (1952) (художник)
- Світ тварин // The Animal World (US, 1956) (з Реєм Гаррігаузеном)
- The Beast of Hollow Mountain (1956) (сценарист)
- Чорний скорпіон // The Black Scorpion (US 1957)
- Бегемот, морський монстр // Behemoth, the Sea Monster (UK 1959; у США вийшов під назвою Велетенський Бегемот)
- Загублений світ // The Lost World (1960) — технічний консультант
- Цей шалений, шалений, шалений, шалений світ // It's a Mad, Mad, Mad, Mad World (1963; у команді)